# Ernst Rietschel
Ernst Friedrich August Rietschel (15 de diciembre de 1804 - 21 de enero de 1861) fue un escultor alemán.

## Biografía
Rietschel nació en Pulsnitz, Sajonia. A una edad temprana se convirtió en estudiante de arte en Dresde, y subsiguientemente pupilo de Rauch en Berlín. Ahí ganó una beca de arte, y estudió en Roma entre 1827-28. Tras retornar a Sajonia, pronto recibió un trabajo para una colosal estatua del rey Federico Augusto I de Sajonia; fue elegido miembro de la Academia de Dresde, y se convirtió en una de los jefes escultores del país. En 1832 fue elegido para la cátedra de Dresde de escultura, y recibió muchas órdenes al mérito conferidas por gobiernos de diferentes países. Murió en Dresde en 1861.

## Estilo y esculturas
El estilo de Rietschel era variado; produjo obras imbuidas con sentimiento religioso, y en cierto sentido ocupaba el mismo sitio como escultor que el que ocupaba Overbeck como pintor. Otras importantes obras suyas eran puro estilo clásico. Fue especialmente reconocido por sus retratos de figuras de hombres eminentes, tratados tanto con idealismo como vigor dramático; entre sus obras maestras se incluyeron las estatuas colosales de Goethe y Schiller para su monumento en Weimar, de Weber para Dresde y de Lessing para Braunschweig fundidas por Georg Howaldt. También diseñó una estatua memorial de Marín Lutero en Worms, aunque murió antes de poder llevarla a cabo.
Entre las principales piezas escultóricas religiosas de Rietschel se hallan el famoso Cristo-Ángel, y una Piedad a tamaño natural, ejecutadas para el rey de Prusia. También trabajó varias piezas "en relieve", y produjo varias obras preciadas, especialmente una cuidadosa serie de bajo relieves representando "Noche y Mañana", y "Medianoche y Crepúsculo", diseñados con gran sentimiento poético e imaginación.

## Galería

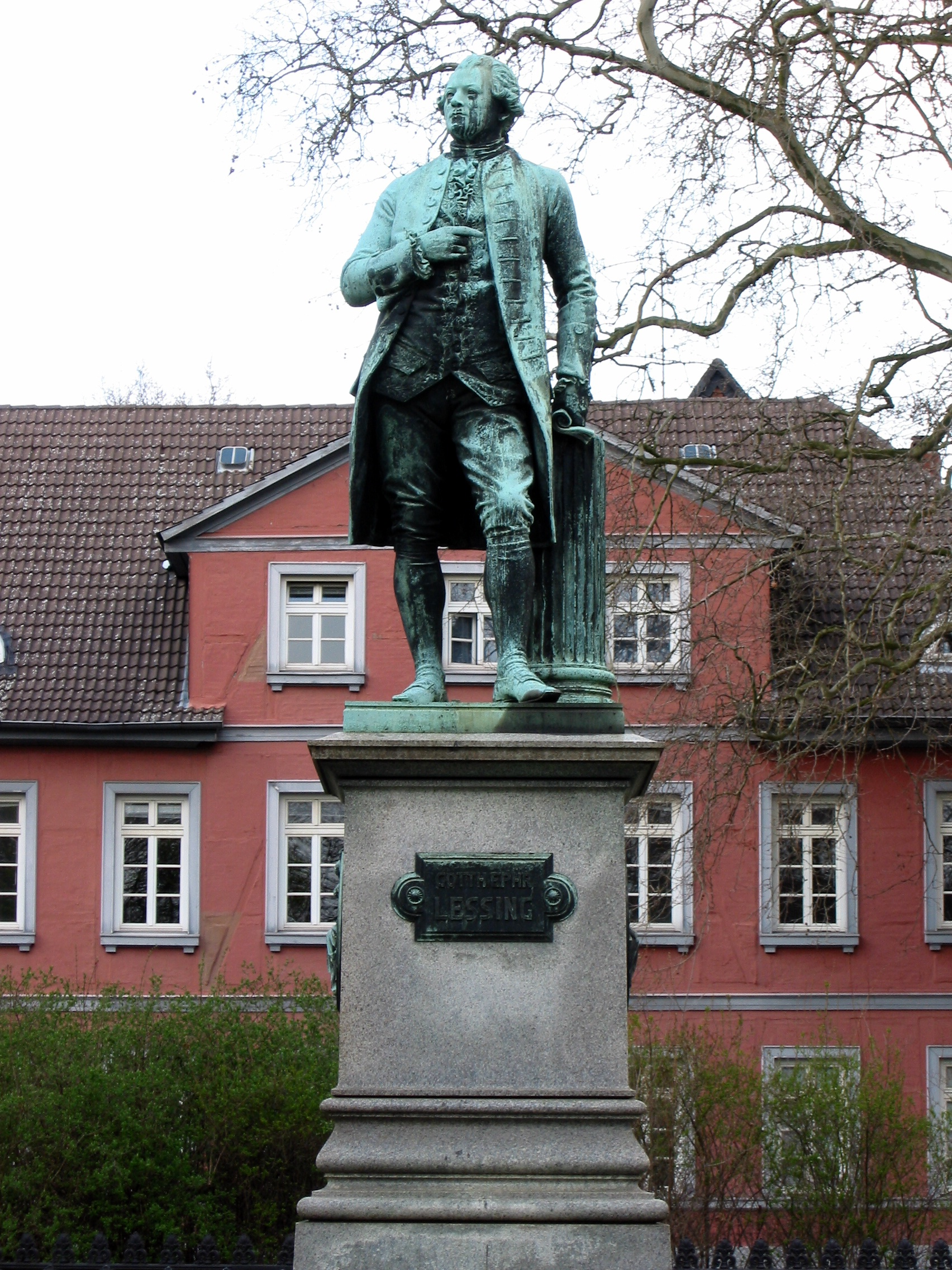
Monumento a Lessing (en alemán: Lessing-Denkmal) en Braunschweig; fundido por Georg Ferdinand Howaldt.
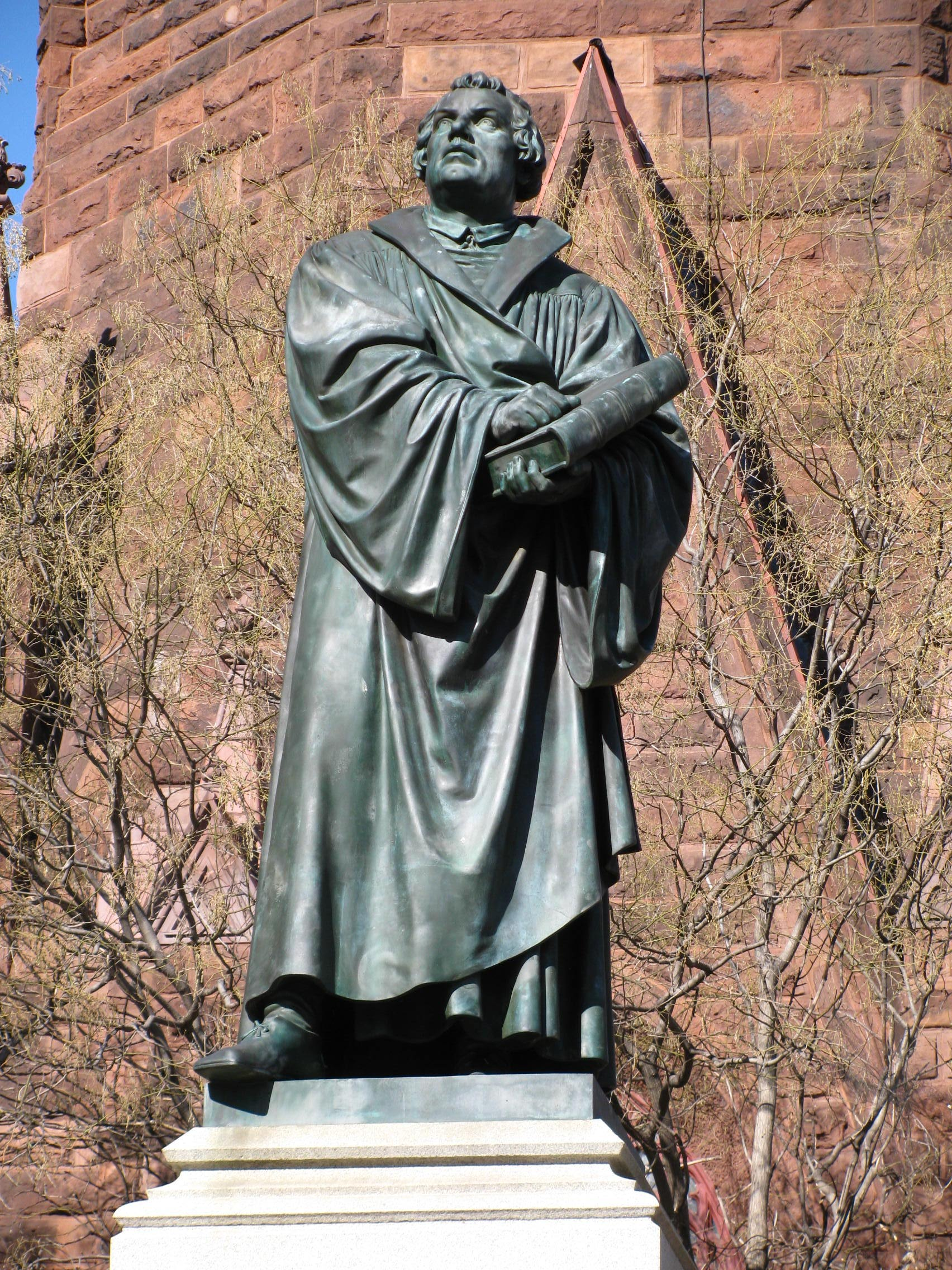
Monumento a Martín Lutero en Washington, D.C.
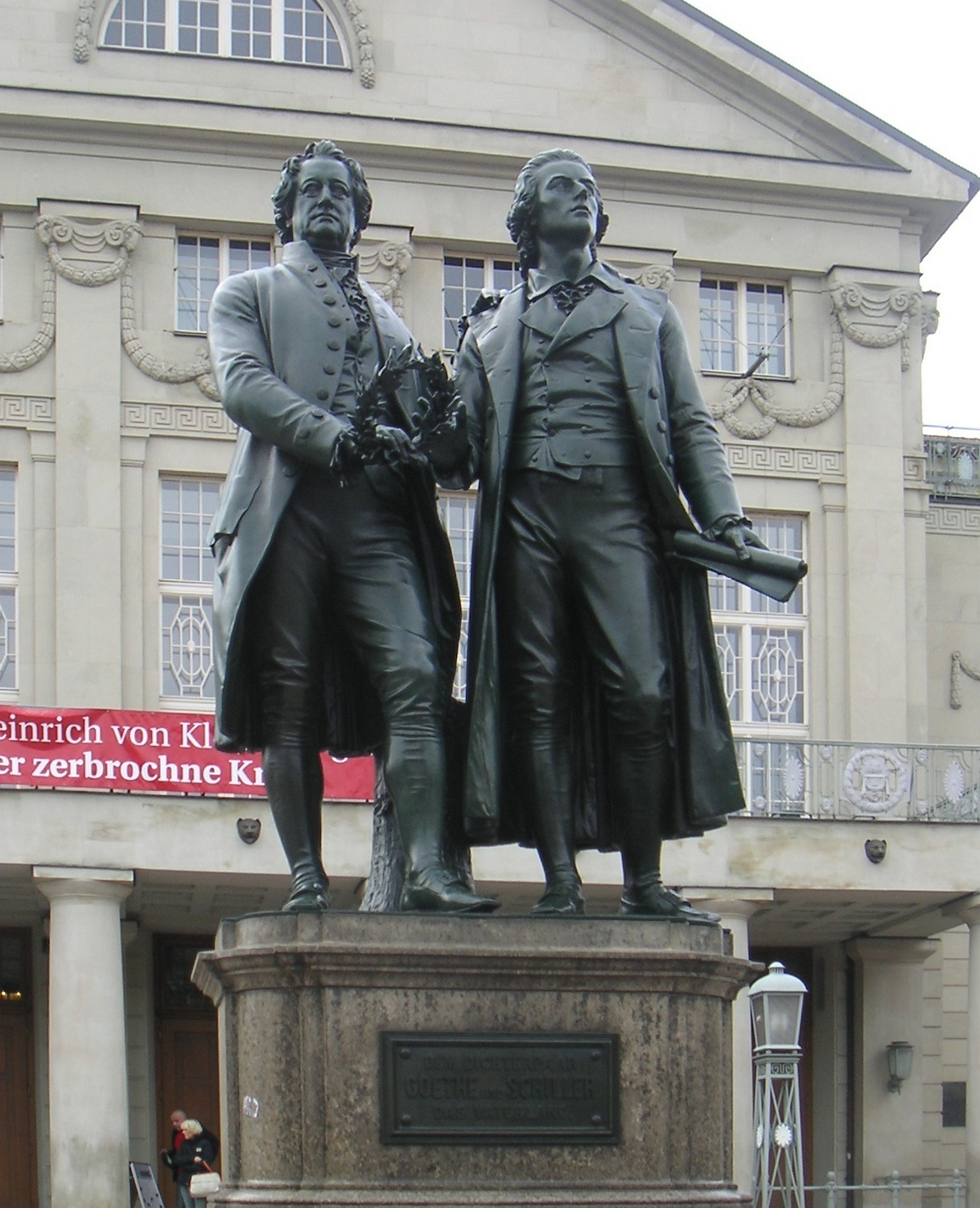
Monumento a Goethe-Schiller en Weimar.

## Referencias

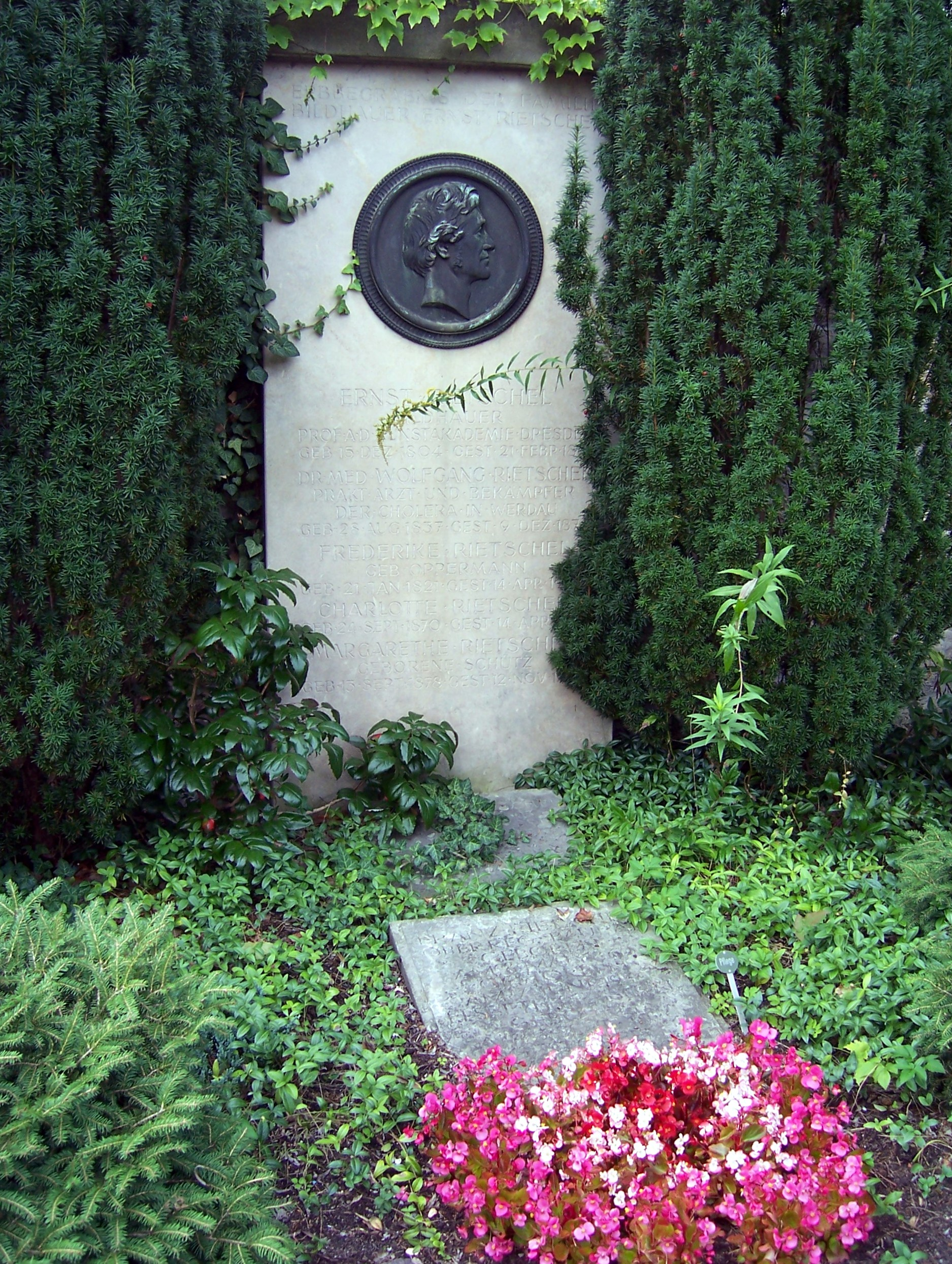
Tumba de Rietschel en el Trinitatisfriedhof en Dresde, esculpida por Adolf von Donndorf, su discípulo.